# 中国民航2505号班机劫机事件
中国民航2505号班机或中国西北航空2505号班机是中国民航兰州管理局 （中国西北航空）一班由陕西西安西关机场飞往上海虹桥机场的国内航班，1982年7月25日上午，该航班由一架编号为B-220的伊尔-18执行，在飞行至江苏省无锡市上空时，5名持有凶器的乘客企图将飞机劫持至台湾，机组人员及部分乘客同劫机者展开搏斗后将其制服，3名旅客、4名机组员在搏斗中受伤，原定10时08分抵沪的班机最终于当天中午12时54分安全抵达上海，无人死亡，五名劫机者随即被捕，同年8月被判处死刑。这是中国第一起公开报道的劫机事件。

## 事件经过
1982年7月25日早8时07分，由中国民航兰州管理局 （中国西北航空）第八飞行大队执飞的2505号班机从西安西关机场起飞，机上载有72名乘客，其中包括19名美国人，10名日本人，机组人员则包括机长杨继海（1930年8月生，时任第八飞行大队副大队长）、副驾驶员阎文华等8人。
9时59分，2505号班机飞抵无锡上空，准备下降时，3名手持匕首的人员冲入驾驶舱，威胁机组将飞机飞至台湾，另有两名持刀歹徒将前舱旅客驱赶至后舱，禁止任何人靠近驾驶舱。机长杨继海乘歹徒不备，向地面报告劫机一事，随后劫机者孙云平将通话联络设备砸掉。为迷惑劫机者，杨继海假意将飞机飞往香港啟德機場，又以燃油不足为由称将先飞往广州白云机场加油，并要求歹徒到后舱与副驾驶谈判，但飞机实际上在上海与无锡之间来回盘旋，孙云平随即持匕首刺伤副驾驶阎文华。杨继海将飞机驾驶至上海市区上空，告诉劫机者已到达香港，其后又在虹桥机场上空指着停机坪上的外航客机，欺骗劫机者称已到达香港机场。
12时许，飞机仍在盘旋，杨继海仍坚持要劫机者到后舱谈判，孙云平等劫机者只得同意机长派出部分机组人员与劫机者谈判，而此时飞机的燃油已所剩无几。坐在驾驶舱门口的机械员刘兆贤和报务员苗学仁随即前往客舱中部，悄声要求乘务分队长许克敏组织旅客与劫机者搏斗。坐在后舱门口的七机部工程师俞福坤随即与刘兆贤、苗学仁一同指挥乘客与歹徒搏斗，并用拖把将部分劫机者击倒，乘务员盖生兰、贾志梅及其他旅客则将汽水瓶、水箱盖等可用作武器的物体传递至前舱，部分旅客则手持雨伞、皮带等直接攻击劫机者。在搏斗中，孙云平乘人不备钻进飞机卫生间，点燃事先安置的雷管，引爆甘油炸药，将机身炸出一个缺口，随后手举另外几支炸药前往驾驶舱，但在爆炸前客舱已解除增压。恢复意识的阎文华将孙云平抱住，领航员黄振江用紧急出口处旁的救生斧将孙云平砍伤。杨继海在距虹桥机场20公里处关掉一台发动机，飞机最终于12时54分平安落地。

## 事件处理

### 审判
上海市中级人民法院于1982年8月10日开庭审理孙云平等人劫机一案。同年8月19日下午，劫机者孙云平、杨锋、高克利、谢智敏、魏学利在上海被判处死刑，立即执行（參見中华人民共和国死刑）。

### 表彰
1982年7月29日，上海市人民政府在虹桥机场召开热烈欢送英雄的反劫机机组大会，上海市市长汪道涵在大会讲话中称“在国际上发生的劫持飞机的非常活动中，能在机组人员和旅客的配合下取得胜利是罕见的”。同年8月12日，中华人民共和国国务院对胜利粉碎劫机事件的中国民航杨继海机组发出嘉奖令，给机长杨继海记特等功一次并授予反劫机英雄称号，给副驾驶阎文华、机械员刘兆贤、报务员苗学仁、领航员黄振江、乘务分队长许克敏各记特等功一次，给乘务员盖生兰、贾志梅各记大功一次。中国共产主义青年团中央委员会也决定授予贾志梅、盖生兰全国新长征突击手的称号。中华全国妇女联合会授予2505号班机乘务组“三八红旗集体”称号，为许克敏、盖生兰、贾志梅颁发“三八”红旗奖章。

## 事后
1982年12月1日，国务院发布《关于保障民用航空安全的通告》，次年5月中国民航296号航班劫机事件发生后，国务院又发布了《关于加强防止劫机的安全保卫工作的命令》，大多数机场开始建立安全检查机构，配备安全检查仪器，设置隔离区。
中国民航兰州管理局于1986年迁至西安并更名为中国民航西安管理局，1989年拆分出中国西北航空。事发后，当班机长杨继海历任民航兰州管理局、民航西安管理局副局长，1989年3月任中国西北航空公司副总经理，1991年离职休养。